# Heřmanice (Starý Jičín)

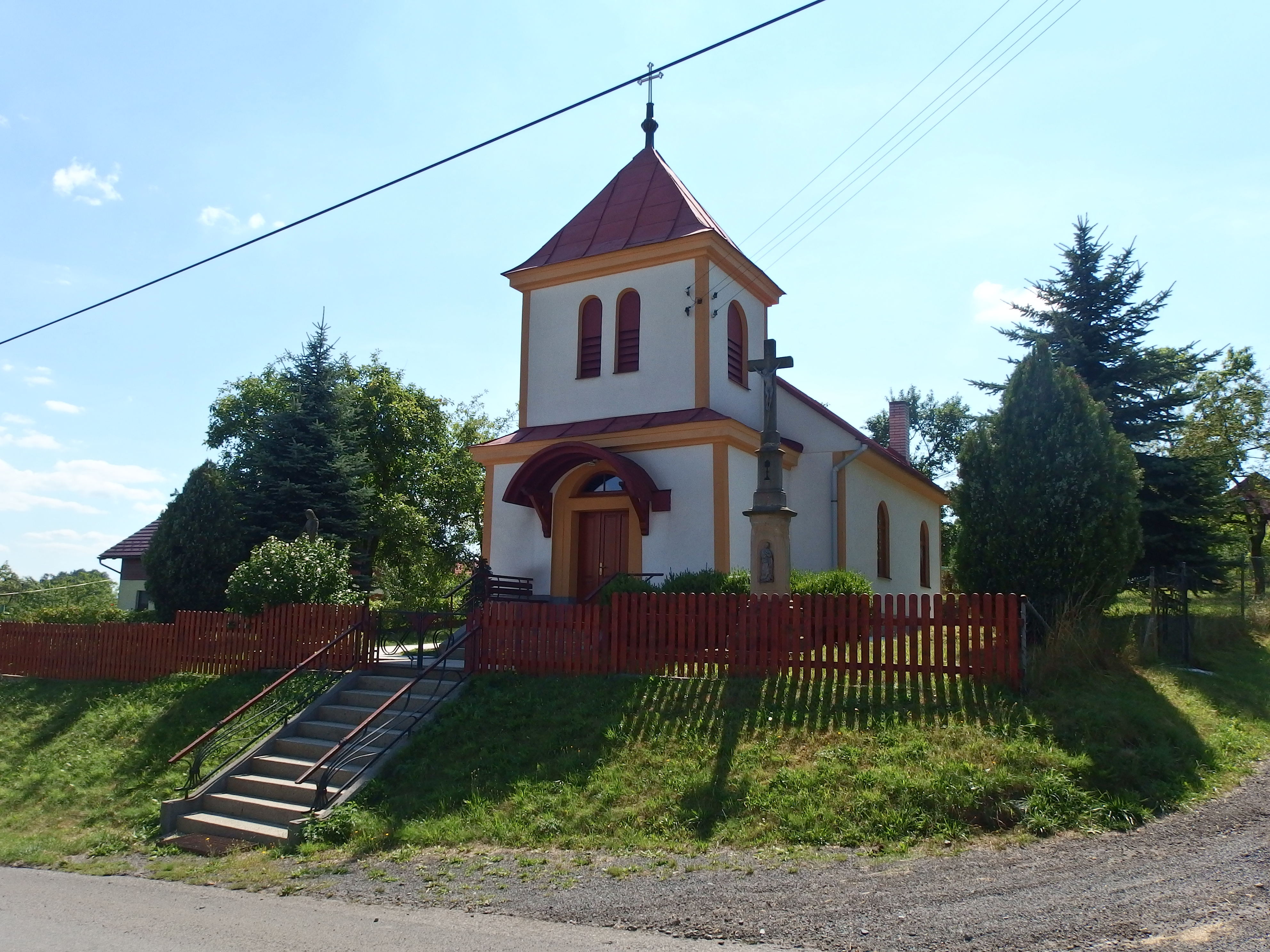
Kapelle der hl. Anna

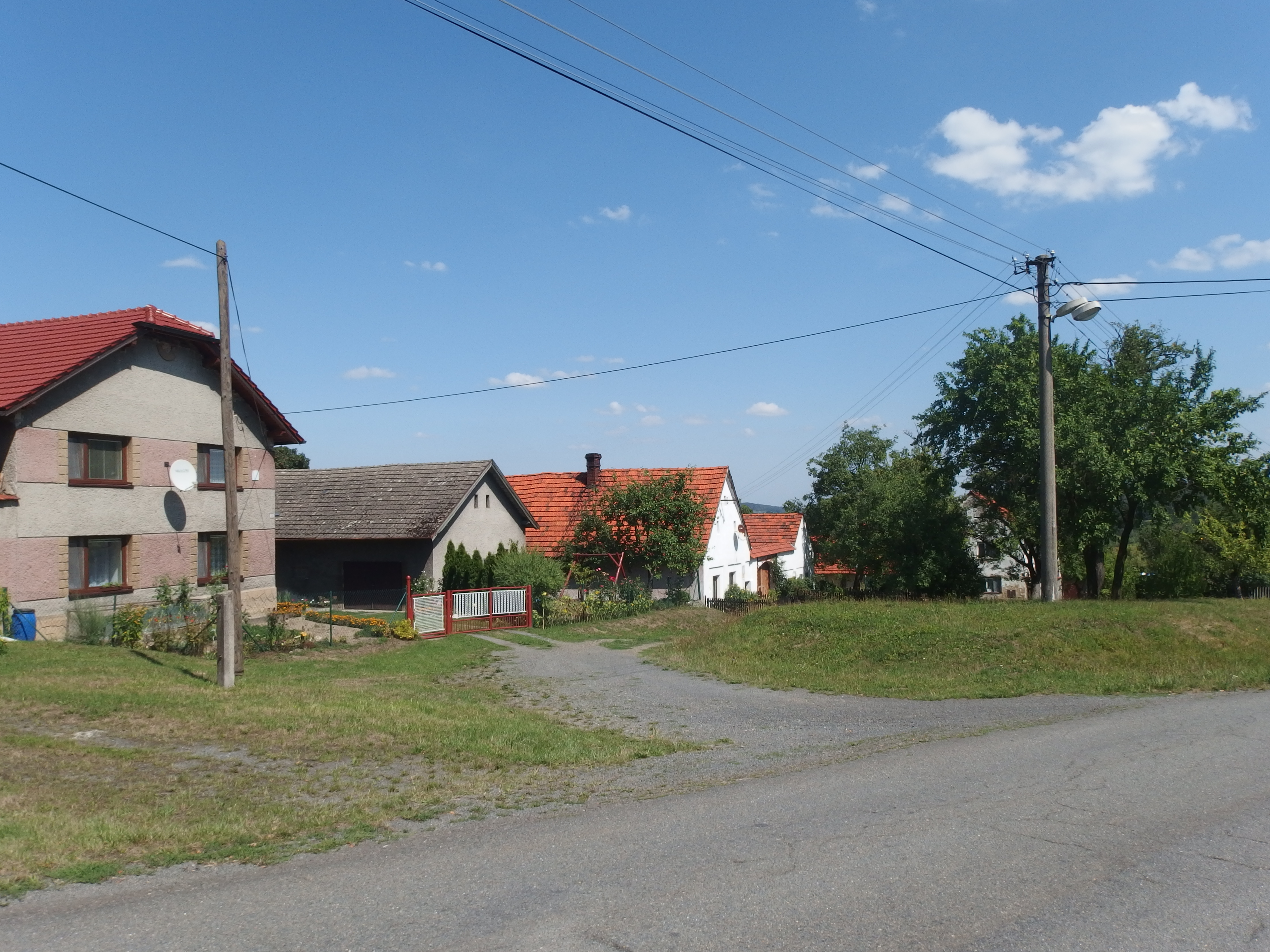
Dorfplatz

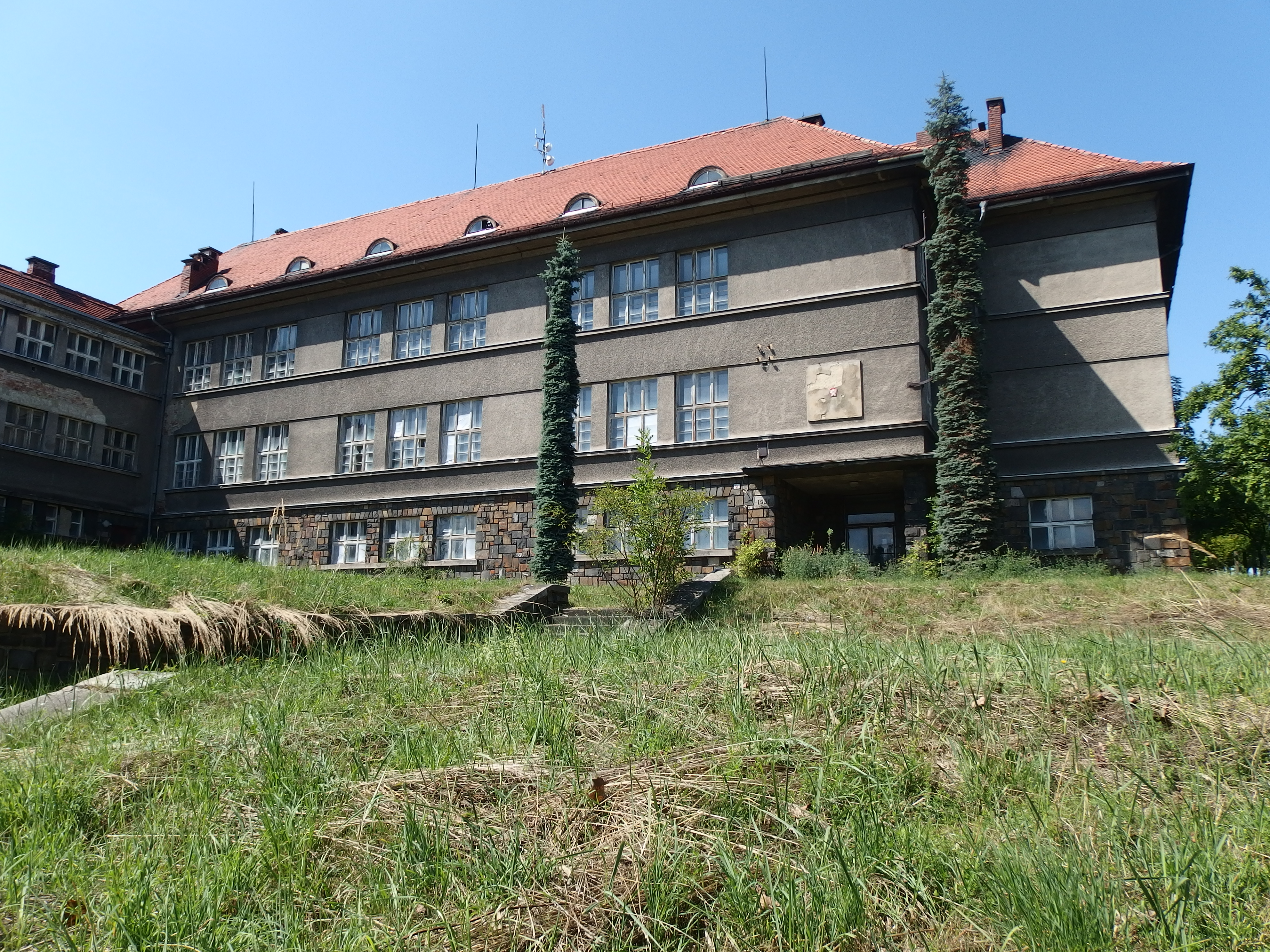
Ehemalige tschechische Bürgerschule

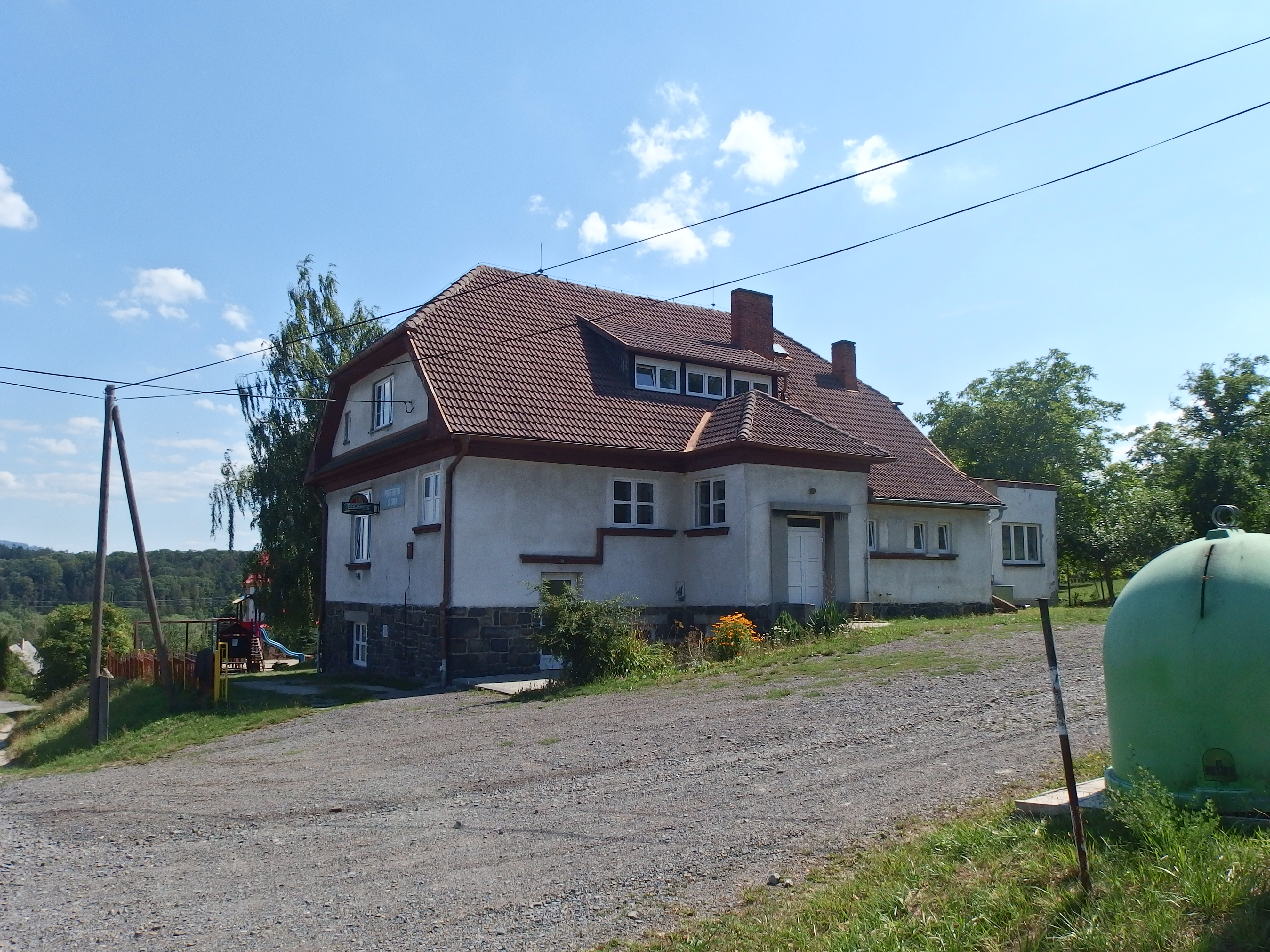
Wirtshaus, ehemalige neue deutsche Schule

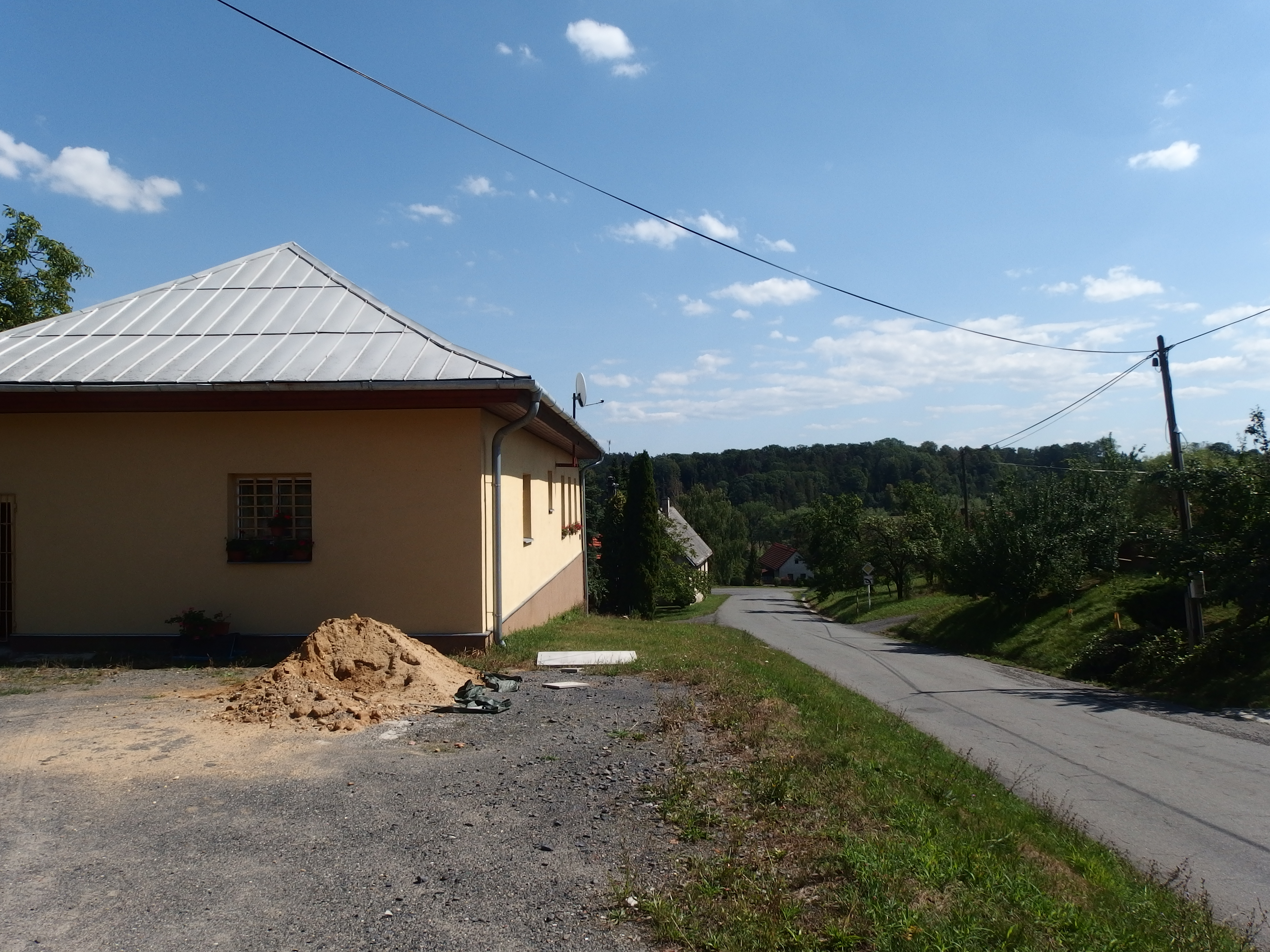
Ehemalige alte deutsche Schule

Heřmanice, 1961–78 Heřmanice u Polomi (deutsch Hermitz) ist ein Ortsteil der Gemeinde Starý Jičín in Tschechien. Er liegt neun Kilometer östlich von Hranice und gehört zum Okres Nový Jičín.

## Geographie
Heřmanice befindet sich am Nordosthang des Hügels Pálená (359 m n.m.) in den Ausläufern der Podbeskydská pahorkatina (Vorbeskidenhügelland). Gegen Norden liegt das Tal der Luha mit den Teichen Horní Polom, Dolní Polom und Heřmanický rybník. Im Osten erhebt sich der Stráž (364 m n.m.), westlich die Zahůra (362 m n.m.). Heřmanice liegt an der Europäischen Hauptwasserscheide; der östlich des Dorfes entspringende Bach Heřmanický potok fließt über die Luha zur Oder, der Loučský potok, dessen Quelle sich südwestlich von Heřmanice befindet, entwässert über die Bečva ins Flussgebiet der Donau.
Nachbarorte sind Blahutovice im Norden, Dub und Starojická Lhota im Nordosten, Janovice im Osten, Vysoká und Poruba im Südosten, Hustopeče nad Bečvou und Milotice nad Bečvou im Süden, Hranické Loučky und Špičky im Südwesten, Kunčice im Westen sowie Polom im Nordwesten.

## Geschichte
Das Dorf wurde wahrscheinlich zwischen 1150 und 1157 im Zuge der Binnenkolonisation der Gegend gegründet. Die erste urkundliche Erwähnung von Hermanic erfolgte im Jahre 1201, als Markgraf Vladislav Heinrich die zuvor dem Kloster Raigern gehörige Herrschaft Hranice nach Besitzstreitigkeiten dem Kloster Hradisko zuwies. Heřmanice blieb in den folgenden Jahrhunderten immer Teil der Herrschaft Hranice bzw. Weißkirch, die seit 1622 ununterbrochen im Besitz der Fürsten von Dietrichstein blieb. Nach der Verwüstung der Gegend im Dreißigjährigen Krieg erfolgte die Wiederbesiedlung mit deutschen Siedlern. Nachfolgend entstand auch der eingedeutschte Ortsname Hermitz. Das Dorf lag an der Sprachgrenze. Im Jahre 1798 wurde in einem Privathaus eine einklassige Dorfschule eingerichtet, der Unterricht erfolgte in deutscher Sprache.
Im Jahre 1835 bestand das im Prerauer Kreis gelegene Dorf Hermitz bzw. Hermanic aus 29 Häusern, in denen 207 Personen lebten. Im Ort gab es eine Erbrichterei und eine Schule. Pfarrort war Speitsch. Bis zur Mitte des 19. Jahrhunderts blieb Hermitz der Fideikommissherrschaft Weißkirch untertänig.
Nach der Aufhebung der Patrimonialherrschaften bildete Hermitz / Heřmanice ab 1849 mit dem Ortsteil Litschel / Kozíloučky eine Gemeinde im Gerichtsbezirk Mährisch Weißkirchen. 1850 wurde ein Schulhaus errichtet. Zu dieser Zeit begann ein Zuzug von Mährern. Die mährischsprachigen Kinder wurden in der Schule von Speitsch unterrichtet. Litschel löste sich 1868 los und bildete eine eigene Gemeinde. Ab 1869 gehörte Hermitz zum Bezirk Mährisch Weißkirchen. Zu dieser Zeit hatte das Dorf 212 Einwohner und bestand aus 36 Häusern. Im Jahre 1900 lebten in Hermitz 247 Personen, 1910 waren es 253. Nach der Gründung der Tschechoslowakei wurde 1919 in einem Privathaus eine einklassige tschechische Minderheitenschule eröffnet. Der Nationalitätenkonflikt in der jungen Tschechoslowakei wirkte sich in Hermitz in einer Schulposse aus. 1921 wurde die neu erbaute deutsche Schule in Litschel geschlossen und die Kinder nach Hermitz umgeschult. Im Jahr darauf beschlagnahmte die Schulbehörde die deutsche Schule in Hermitz und verwies die Kinder in zuvor geschlossene Schule in Litschel. 1926 wurde in Hermitz eine Bürgerschule und landwirtschaftliche Fachschule für die umliegenden mährischsprachigen Gemeinden gegründet, der Unterricht fand zunächst überwiegend in Privathäusern statt. Im selben Jahre wurden sechs Häuser für kinderreiche tschechische Beamte gebaut. In den Jahren 1929-30 errichtete die Gemeinde ein neues Schulhaus für die deutsche Schule, die Genehmigung zur Aufnahme des Unterrichts erfolgte jedoch erst 1936. Im Jahre 1930 bestand Hermitz aus 45 Häusern und hatte 350 Einwohner, darunter 73 Tschechen. Obwohl es in der Gemeinde nur zwölf schulpflichtige tschechische Kinder lebten, ließ die Matice školská zwischen 1930 und 1931 in Hermitz ein großes Schulgebäude mit Kindergarten, Volksschule und vierklassiger Bürgerschule errichten. Zur Auslastung des ursprünglich im Städtchen Hustopetsch geplanten Schulbaus wurden tschechische Kinder aus Alt Titschein, Keltsch, Hustopetsch, Milotitz, Wisoka, Speitsch und den umliegenden Dörfern zum Unterricht nach Hermitz eingefahren. Nach dem Münchner Abkommen wurde das größtenteils deutschsprachige Dorf 1938 vom Okres Hranice abgetrennt und dem Deutschen Reich zugeschlagen. Zugleich wurde das Dorf nach Bölten umgepfarrt. Ein großer Teil der Tschechen verließ den Ort, 1939 hatte Hermitz nur noch 304 Einwohner. Bis 1945 gehörte Hermitz zum Landkreis Neu Titschein. Nach dem Ende des Zweiten Weltkrieges kam das Dorf zur Tschechoslowakei zurück und wurde wieder dem Okres Hranice zugeordnet, die meisten der deutschsprachigen Bewohner wurden vertrieben. 1950 lebten in Heřmanice 244 Menschen. Im Zuge der Gebietsreform von 1960 und der damit verbundenen Aufhebung des Okres Hranice wurde die Gemeinde dem Okres Nový Jičín zugeordnet. Zur Unterscheidung von einer gleichnamigen Gemeinde trug der Ort ab 1961 den Namen Heřmanice u Polomi. 1976 erfolgte die Eingemeindung von Dub. Mit Beginn des Jahres 1979 wurde Heřmanice u Polomi nach Starý Jičín eingemeindet. Der Schulunterricht wurde seitdem schrittweise nach Starý Jičín verlagert und das Schulzentrum Heřmanice leergezogen. Beim Zensus von 2001 lebten in den 44 Häusern von Heřmanice 98 Personen. Zum 1. Januar 2018 hatte das Dorf 146 Einwohner und bestand aus 51 Häusern.
Heute besteht in Heřmanice keine Schule mehr; in der alten deutschen Schule ist heute eine Wohnung und Verkaufsstelle; in der neuen deutschen Schule ein Wirtshaus untergebracht. Das leerstehende tschechische Schulzentrum wurde privatisiert und fand bisher keinen neuen Verwendungszweck.

## Ortsgliederung
Der Ortsteil Heřmanice bildet den Katastralbezirk Heřmanice u Polomi.

## Sehenswürdigkeiten
- Kapelle der hl. Anna, errichtet 1856. Sie wurde 1968–1969 mit Ausnahme des Turms umgebaut und renoviert.
- Steinkreuz, neben der Kapelle, geschaffen 1885
- Statue der hl. Anna, neben der Kapelle, geschaffen 1970 als Nachbildung der Statue, die auf dem 1918–1919 geschaffenen Gedenkstein für die Gefallenen des Ersten Weltkrieges gestanden war.
- Gedenkstein der Befreiung, enthüllt 1985
- Steinkreuz am westlichen Ortsrand, errichtet 1818 von Baltazar Bystřický zum Dank für die Erlösung der Welt und das Ende der Napoleonischen Kriege. Nach der Renovierung im Jahre 2012 wurde es mit Eichen und Linden umpflanzt
- Linde der Verständigung (Lípa porozumění), an der Straße nach Hranické Loučky. Sie ist die letzte von vier 1946 zum Gedenken an das Kriegsende und die ersten freien Wahlen gepflanzten Lindenbäumen. Ihren Namen erhielt sie 2014.